# 篠崎隆一
篠崎 隆一（しのざき りゅういち、1974年8月12日 - ）は、日本の作詞家。東京都出身。血液型はB型。スマイルカンパニー所属。
Satomiとの作詞ユニットdouble Sとしても活動している。

## 主な提供作品
- SMAP「Piece of world」「Simple」「Dandy Darlin'」
- V6「COSMIC RESCUE」
- KinKi Kids「Father」「コ・ハ・ル・ビ・ヨ・リ」「iD -the World of Gimmicks-」
- 玉置成実「大胆にいきましょう ↑Heart&Soul↑」
- Hiro「愛が泣いてる」

| スタブアイコン | サブスタブ | この項目は、まだ閲覧者の調べものの参照としては役立たない、音楽関係者（バンド等）に関連した書きかけの項目です。この項目を加筆・訂正などしてくださる協力者を求めています（P:音楽/PJ:芸能人）。 |